# Geraldine Branagan
Geraldine Branagan oder kurz Geraldine ist eine irische Sängerin.

## Leben und Wirken
Zusammen mit ihrer Band war sie in der irischen Showbandszene aktiv. Als Geraldine & the Branagans versuchten sie sich beim irischen Vorentscheid zum Eurovision Song Contest 1973. Mit dem Titel Long, long ago kamen sie auf den vierten Platz. Als Solosängerin wurde Geraldine 1975 von der Rundfunkanstalt RTL beauftragt, für Luxemburg beim Eurovision Song Contest 1975 in Stockholm anzutreten. Mit dem französischsprachigen Chanson Toi kam sie auf den fünften Platz.
Ein Album erschien 1981 an dem auch ihr Ehemann Phil Coulter als Komponist mitgewirkt hatte.